# Aleksandar Đorđević
Aleksandar „Saša“ Đorđević (kyrillisch Александар „Саша“ Ђорђевић; * 26. August 1967 in Belgrad, SFR Jugoslawien) ist ein ehemaliger serbischer Basketballspieler und heutiger Basketballtrainer. Von 2013 bis 2019 war er Trainer der serbischen Basketballnationalmannschaft. Von 2016 bis 2018 war er Cheftrainer beim FC Bayern München.

## Laufbahn

### Spieler
Sein Vater Bratislav führte Roter Stern Belgrad im Spieljahr 1971/72 als Trainer zum Gewinn des jugoslawischen Meistertitels. Aleksandar Đorđević spielte als Jugendlicher bei Roter Stern, Radnicki Belgrad und Partizan Belgrad. Bei Partizan gab er während der Saison 1983/84 im Alter von 16 Jahren seinen Einstand bei den Profis. Ab 1986 bildete der Aufbauspieler dort ein Gespann mit Vlade Divac, bis Letzterer 1989 zu den Los Angeles Lakers in die NBA wechselte. 1987 wurde Đorđević mit Partizan erstmals jugoslawischer Meister, diesen Titel gewann er ebenfalls 1991 und 1992. 1988 erreichte er mit der Mannschaft das Halbfinale im Europapokal der Landesmeister. 1989 holte er mit Belgrad den Sieg im Korac-Cup. In beiden Korac-Cup-Finalspielen zusammen erzielte er 43 Punkte. 1992 führte er Partizan zum Gewinn des Europapokals der Landesmeister, indem er im Endspiel gegen Joventut de Badalona Sekunden vor dem Schluss einen Dreipunktwurf zum Endstand 71:70 traf.
Anschließend wechselte er nach Italien, spielte von 1992 bis 1994 in Mailand und von 1994 bis 1996 in Bologna. In jeder dieser Spieljahre kam er in der Serie A auf Mittelwerte von mehr als 20 Punkten je Begegnung, mit einem Höchstwert von 27,1 pro Spiel (1993/94). Mit Mailand holte er 1993 den Korac-Cup. Er ging in die Vereinigten Staaten und unterschrieb im September 1996 bei den Portland Trail Blazers in der NBA. Ende Dezember 1996 endete seine Zeit in Portland. Bis dahin hatte er acht Spiele in der NBA bestritten und 3,1 Punkte je Begegnung erzielt.
Ab Anfang Januar 1997 stand Đorđević in Diensten des spanischen Erstligisten FC Barcelona und gewann wenige Monate später mit den Katalanen den Meistertitel. In der Euroleague stand er mit Barcelona 1997 im Endspiel, verlor dieses aber. In der Saison 1998/99 gewann er mit der Mannschaft die spanische Meisterschaft sowie den Korac-Cup. Den besten Punktewert seiner Barca-Zeit erreichte Đorđević in der Liga ACB im Spieljahr 1997/98: 17,4 je Begegnung.
1999 verließ er Barcelona und spielte fortan bis 2002 bei Real Madrid. Mit Real wurde er 2000 spanischer Meister. Nach seinem Weggang aus Spanien spielte Đorđević erneut in Italien.
Mit der Juniorennationalmannschaft Jugoslawiens wurde er 1987 Weltmeister. Im Herrenbereich gewann er 1998 die Weltmeisterschaft, 1991, 1995 und 1997 die Europameisterschaft sowie 1996 Silber bei den Olympischen Sommerspielen. Bei den EM-Turnieren 1995 (14,9 Punkte je Begegnung; 41 Punkte im Endspiel) sowie 1997 (12,6 Punkte je Begegnung) war er jeweils zweitbester Korbschütze seiner Mannschaft. Bei der EM 1997 gelang ihm in einem Spiel gegen Kroatien ein Drei-Punkte-Wurf praktisch mit der Schlusssirene zum 64:62 für Serbien. Bei Olympia 1996 erzielte Đorđević die zweitmeisten Punkte für die Mannschaft und war bester Passgeber. Er bestritt für die Vorgängermannschaften der serbischen Basketballnationalmannschaft insgesamt 108 Länderspiele.
Er beendete seine Karriere mit einem letzten Spiel in der Belgrader Arena am 3. Juli 2005.
Zu Đorđevićs Stärken als Spieler gehörten seine Spielübersicht, seine Technik, seine Führungsqualitäten sowie sein Wurf. Er spielte während seiner Laufbahn unter Trainergrößen wie Dusko Vujosevic (Partizan Belgrad), Zeljko Obradovic (Partizan Belgrad und Nationalmannschaft), Dusan Ivkovic (Nationalmannschaft) und Mike D’Antoni (Mailand).

### Trainer
Đorđević arbeitete als Trainer zunächst in Italien: Von Januar 2006 bis Saisonende 2006/07 hatte er das Traineramt bei Armani Jeans Milano inne. 2011/12 war er Trainer von Benetton Treviso. Ab Juni 2015 war er Trainer von Panathinaikos Athen in Griechenland. Im April 2016 wurde er in Athen nach dem Ausscheiden aus der Euroleague entlassen. Ab 2013 war er Nationaltrainer Serbiens, 2014 wurde die Mannschaft unter seiner Leitung Vizeweltmeister.
Im Sommer 2016 wurde er als neuer Cheftrainer des FC Bayern München vorgestellt und war gleichzeitig weiterhin Nationaltrainer Serbiens. In seiner zweiten Saison in München gab der Klub Ende März 2018 die Freistellung Đorđevićs trotz Tabellenführung und Pokalsieg bekannt. Grund für die Trennung in dieser vermeintlich zufriedenstellenden Lage waren sich seit Herbst verschärfende Kommunikationsprobleme und Spannungen zwischen ihm und Geschäftsführer Marko Pešić sowie Sportdirektor Daniele Baiesi gewesen, für deren Ratschlägen bezüglich der Struktur des Münchner Spiels Đorđević wenig zugänglich gewesen sein soll. Nach dem verfrühten Ausscheiden aus dem EuroCup 2017/18 im Halbfinale gegen Darüşşafaka Istanbul und nach der insgesamt zweiten Niederlage in der Bundesliga im Spiel gegen den Tabellenzweiten Alba Berlin entschloss sich der Klub zur Freistellung Đorđevićs.
Mitte März 2019 trat er das Traineramt bei Virtus Bologna an. Im Mai 2021 gewann die Mannschaft unter seiner Leitung die Champions League. Am 7. Dezember 2020 gab Bologna ohne Angabe von Gründen seine Entlassung bekannt, am Folgetag wurde er wieder als Trainer eingesetzt, unter anderem nachdem gemäß Medienberichten einige von Bolognas Spielern wie Miloš Teodosić und Stefan Marković mit ihrem Weggang gedroht hatten, sollte Đorđević nicht im Amt bleiben. Đorđević führte die Mannschaft im Juni 2021 zum Gewinn des italienischen Meistertitels, vier Tage später gab der Klub die Trennung vom Serben, dessen Vertrag auslief, bekannt. Im Juli 2021 einigte er sich mit Fenerbahçe Istanbul auf einen Dreijahresvertrag. Er gewann mit der Mannschaft 2022 die türkische Meisterschaft, wenige Tage später wurde das Ende seiner Amtszeit bei Fenerbahçe bekannt.
Mitte November 2022 verpflichtete der chinesische Basketballverband Đorđević als Cheftrainer der Nationalmannschaft.

## Sonstiges
Seit dem 28. Januar 2005 ist Đorđević UNICEF-Botschafter von Serbien.

## Erfolge und Auszeichnungen
Als Spieler
- Jugoslawischer Meister – 1987, 1992
- Jugoslawischer Pokalsieger – 1989, 1992
- Europapokalsieger der Landesmeister – 1992
- Spanischer Meister – 1997, 2000
- Silbermedaille bei den Olympischen Spielen 1996 in Atlanta
- Goldmedaille bei der Weltmeisterschaft – 1998
- Europameisterschaft
  - Gold – 1991, 1995, 1997
  - Bronze – 1987, 1999

Als Trainer
- Griechischer Pokalsieger 2016
- Deutscher Pokalsieger 2018
- Sieger der Champions League 2019
- Italienischer Meister 2021
- Türkischer Meister 2022

Đorđević wurde im Mai 2008 als eine der fünfzig bedeutenden Persönlichkeiten des Basketballsports in Europa geehrt. Die Ehrung erfolgte durch die Euroleague im Rahmen einer Zeremonie im Palacio de Deportes de la Comunidad de Madrid.